# Schwarzgoldlack-Malerei

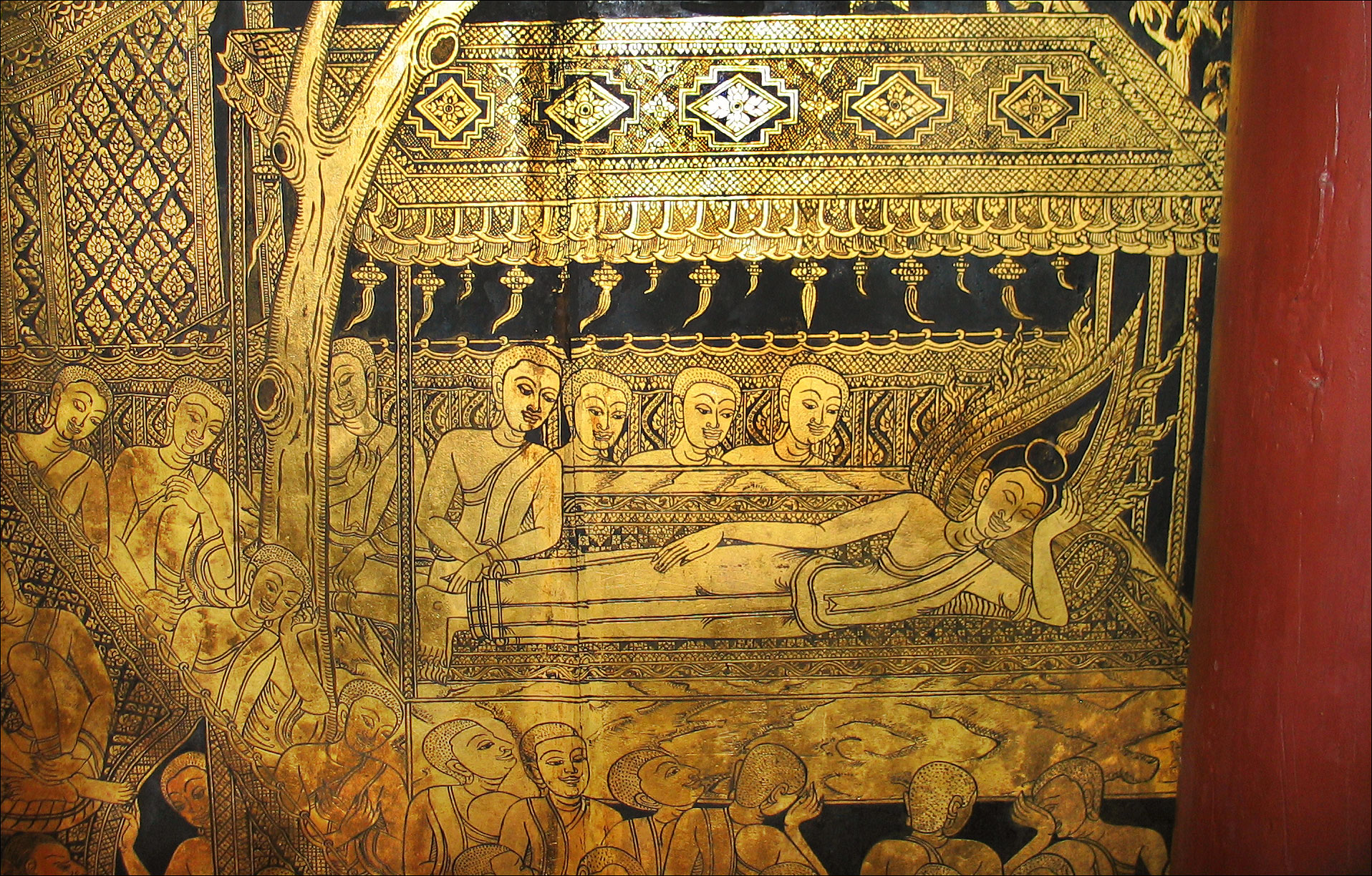
Beispiel einer Wandbemalung im „Lack-Pavillon“, Wang Suan Pakkad, Bangkok

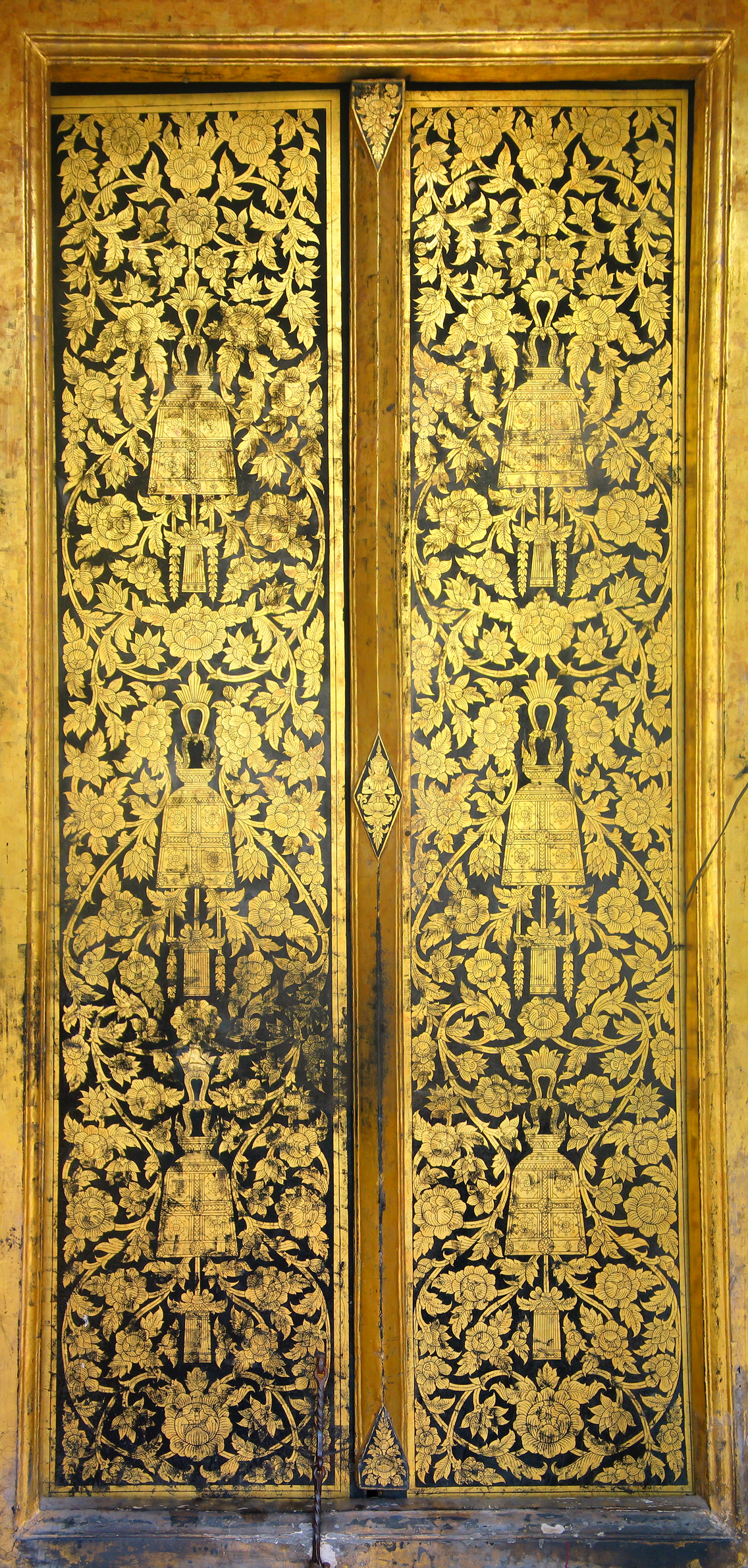
Tür zum Ubosot des Wat Rakhang, Bangkok

Schwarzgoldlack-Malerei (thailändisch ลายรดน้ำ Lai Rod Nam, wörtlich etwa „Ornamente mit Wasser ausgewaschen“) ist eine traditionelle thailändische Kunstform. 
Unter den angewandten Künsten, die von den Thai seit langem betrieben werden, ist die Verzierung mit Blattgold-Zeichnungen auf schwarzem, selten auch auf rotem Lack bedeutsam, um verschiedene Objekte für den religiösen oder täglichen Gebrauch wie kleine Kästchen, Schränke, Türen oder hölzerne Paravents zu verzieren.
Wahrscheinlich aus China stammend, möglicherweise auch über Burma nach Thailand gelangt, hatte diese Technik ihre Blütezeit im Königreich Ayutthaya vom 17. bis zur Mitte des 18. Jahrhunderts.

## Materialien
- Lack: Latex eines Baums aus der Familie der Anacardiaceae (Gluta usitata; Thai: รักใหญ่ Rak Yai). Dieser ist nicht zu verwechseln mit Schellack.
- Farbe: Gummi des Indischen Holzapfels (Feronia elephantum, Rutaceae; Thai: มะขวิด Ma Khwit), hat Eigenschaften wie Gummi arabicum. Mit Rauschgelb (Arsen(III)-sulfid) versetzt ergibt es eine gelbe Tinte.
- Blattgold
- Pinsel aus traditioneller Herstellung:
  - aus Luftwurzeln eines Pandanus (Pandanus tectorius, Thai: ลำเจียก Lam Chiak; siehe: Schraubenbäume): gerade geschnitten, gespalten, geschmeidig gemacht und zu einem dicken Pinsel gebunden.
  - aus der Rinde des Canagium-odoratum-Baumes (Annonaceae, Thai: กระตังงาไทย Krah Dang Nga; siehe: Annonengewächse): zerstoßen, anschließend werden die Fasern in Wasser eingelegt um sie geschmeidig zu machen. Die Blüten dieses Baumes werden auch zu Ylang-Ylang-Parfüm verarbeitet.
  - Sehr feine Pinsel bestehen aus einzelnen Tierhaaren, besonders von Kühen.
  - Extra feine Pinsel bestehen aus dem dünnsten Haar von den Innenflächen von Kuh-Ohren.

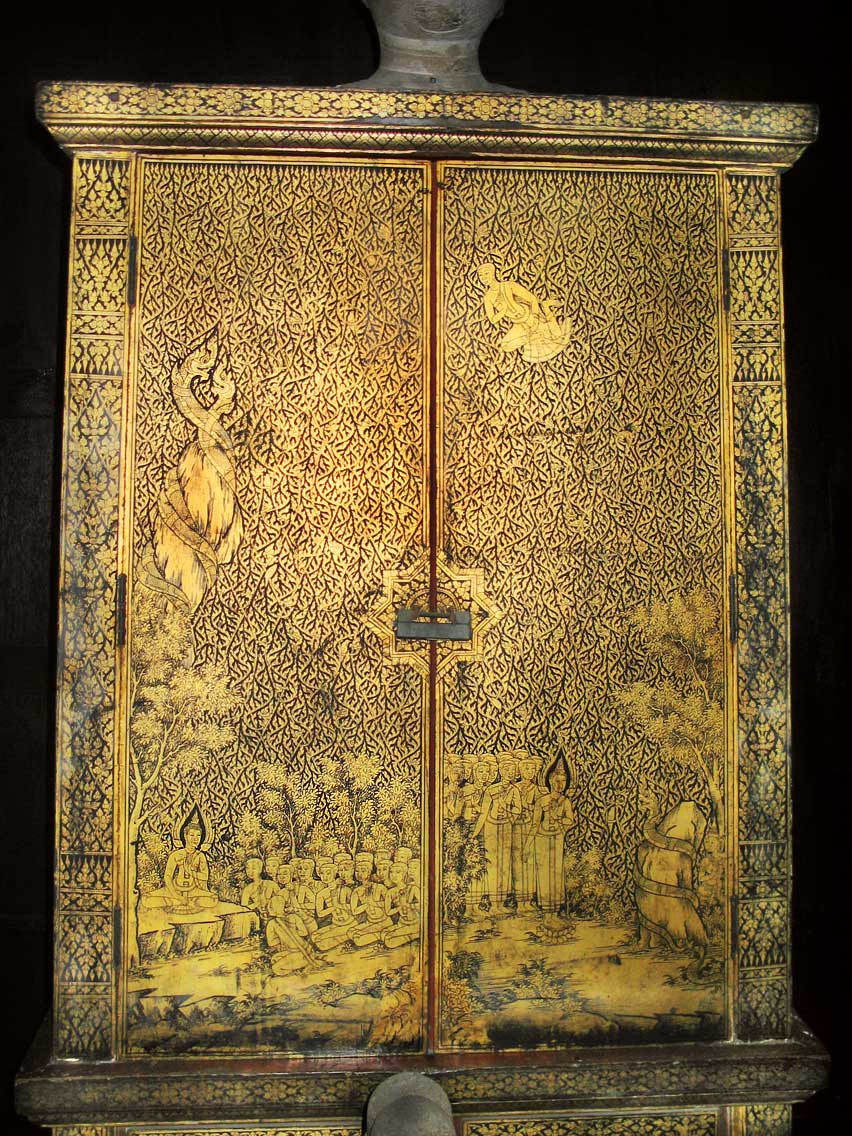
Bücherschrank Thu Phra Thamma mit Lai Rod Nam Zeichnung. Dargestellt sind Schlüsselszenen aus „Bhuridatta Jataka“. Wang Suan Pakkad, Bangkok

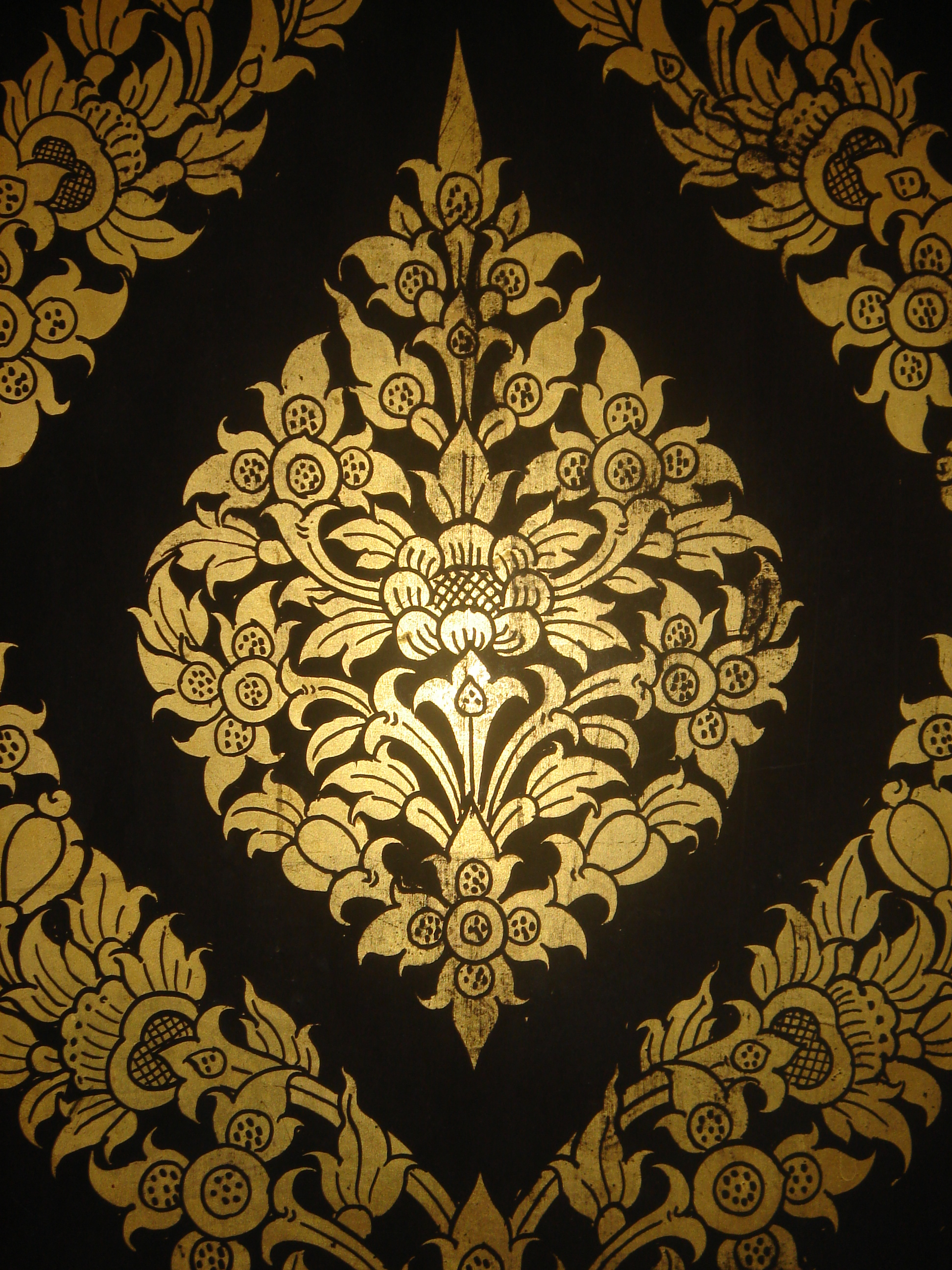
Detail einer Tür an der Amarindra Winitchai Hall im Großen Palast in Bangkok, im Original ca. 25 cm hoch

## Herstellungsprozess
Das Werkstück wird zunächst mit einer Schicht Rak-Yai-Lack überzogen, der dann trocknen muss. Dann wird der Lack mit weicher Holzkohle poliert. Dieser Vorgang wird noch zweimal wiederholt. Für den vierten Auftrag wird der Lack stark eingekocht, so dass er eine tiefschwarze Farbe annimmt. Auch diese Lackschicht wird mit Holzkohle auf Hochglanz poliert.
In der Zwischenzeit hat der Künstler seine Ornamente im Maßstab 1:1 als Strichzeichnung (Thai: ลาย Lai) auf Papier entworfen. Das Papier wird dann mit einer dünnen Nadel entlang der Linien perforiert. Wenn die letzte Lackschicht getrocknet ist, wird das durchlöcherte Papier auf das Werkstück gelegt. Mit einem Puderbeutel, in dem sich sehr fein gemahlene Kreide oder Asche befindet, paust der Künstler die Linien auf den Lack ab. Wenn das Papier vorsichtig abgehoben wird, bleiben die Linien als eine Reihe weißer Punkte sichtbar. 
Entlang dieser Linien wird mit gelber Ma-Khwit-Farbe das Ornament so auf den schwarzen Lack aufgetragen, dass alle Stellen, die später schwarz bleiben sollen, mit gelber Farbe bedeckt werden. Auf diese Weise entsteht ein Negativ des späteren Bildes. Um es bei späteren Restaurierungen einfacher zu haben, kann der Künstler auch die Konturen mit einer feinen Nadel nachziehen. Diese Zeichnung wird nochmals mit einer dünnen Schicht erhitzten Lacks bedeckt.
Bevor die letzte Schicht völlig trocknet, ist das Werkstück so weit vorbereitet, dass es ganz mit Blattgold überzogen werden kann. 
Nachdem alles etwa einen Tag lang getrocknet ist, wird das Gold beim letzten Schritt an den Stellen, die vorher mit gelber, wasserlöslicher Farbe bemalt waren, vorsichtig mit viel Wasser abgewaschen. Von diesem Arbeitsschritt hat die Kunstform ihren Namen bekommen. Eine andere Möglichkeit ist auch, das Gold mit Löschpapier zu bedecken und dieses so lange zu wässern, bis sich die gelbe Farbe vom schwarzen Lack gelöst hat. Wird nun das Löschpapier abgezogen, bleibt das Gold an diesen Stellen am Papier haften.
Die Schönheit des Endprodukts hängt sowohl von der Qualität der Ausgangszeichnung, aber auch von der großen Sorgfalt ab, die der Künstler bei allen Schritten anwenden muss. Denn es gibt keine Möglichkeit, Fehler bei der Herstellung zu korrigieren. Dazu ist ein jahrelanger Lernprozess nötig.

## Heutige Anwendung
In zahlreichen Dörfern rund um Chiang Mai gibt es heute viele kleine Betriebe, die Souvenirs für Touristen auf diese alte Art herstellen, Pillendöschen, Wandteller usw. Moderne Künstler haben sich durch diese Technik inspirieren lassen, goldene Malerei mit traditionellen Motiven sogar auf handgeschöpften Papier, Khoi-Papier oder auch auf dem Saa-Papier des Maulbeerbaums, herzustellen.